# Liste der denkmalgeschützten Objekte in Koloveč
Grundlage dieser Liste der denkmalgeschützten Objekte in Koloveč ist die ÚSKP-Liste (Ústřední seznam kulturních památek České republiky, deutsch Zentrale Liste der Kulturdenkmäler der Tschechischen Republik), die von der tschechischen Denkmalschutzbehörde NPÚ (Národní památkový ústav, deutsch Nationale Denkmalbehörde) seit 1987 geführt wird und an die seit dem Jahr 1850 geschaffenen Listen anschließt.

## Denkmalgeschützte Objekte nach Ortsteilen

### Koloveč
| Lage                     | Objekt                               | Beschreibung            | ÚSKP-Nr.                  | Bild           |
| ------------------------ | ------------------------------------ | ----------------------- | ------------------------- | -------------- |
| Hauptplatz 45 (Standort) | Marienkirche mit Pfarrhaus           |                         | 12019/4-4788 Info Katalog | weitere Bilder |
| Tyršova 12 (Standort)    | Gasthaus zur Kugel, später zur Krone |                         | 12021/4-4787 Info Katalog | BW             |
| Tyršova 31 (Standort)    | Wohnhaus                             | Bausubstanz und Fassade | 12025/4-4791 Info Katalog | BW             |
| Tyršova 39 (Standort)    | Wohnhaus                             | Bausubstanz und Fassade | 12023/4-4792 Info Katalog | BW             |
| Tyršova 40 (Standort)    | Wohnhaus                             | Bausubstanz und Fassade | 12022/4-4790 Info Katalog | BW             |
| Tyršova 146 (Standort)   | Wohnhaus                             | Bausubstanz und Fassade | 12024/4-4789 Info Katalog | BW             |

### Zichov
| Lage                | Objekt | Beschreibung | ÚSKP-Nr.                  | Bild |
| ------------------- | ------ | ------------ | ------------------------- | ---- |
| Zichov 1 (Standort) | Feste  |              | 25241/4-2124 Info Katalog | BW   |